# 1990年代のSF映画の一覧
この一覧は、1990年代のSF映画の一覧である。

## 一覧

### 1990年
| 邦題 原題                                                                | 監督                           | キャスト                                                                        | 制作国                                                 | サブジャンル・備考                                               |
| ------------------------------------------------------------------------ | ------------------------------ | ------------------------------------------------------------------------------- | ------------------------------------------------------ | ---------------------------------------------------------------- |
| 未来警察マッド・ポリス Aftershock                                        | フランク・ハリス               | ジェームズ・リュー、マイケル・スタンディング、エリザベス・カイタン              | アメリカ合衆国の旗                                     |                                                                  |
| バック・トゥ・ザ・フューチャー PART3 Back to the Future Part III         | ロバート・ゼメキス             | マイケル・J・フォックス、クリストファー・ロイド、メアリー・スティーンバージェン | アメリカ合衆国の旗                                     |                                                                  |
| プラグヘッド/悪魔の電脳人間 en:Circuitry Man                             | スティーヴン・ロヴィ           | デーナ・ホイーラー・ニコルソン, ジム・メッツラー                                | アメリカ合衆国の旗                                     | [ 1 ]                                                            |
| フェイタル・スカイ Fatal Sky                                             | フランク・シールズ             | マイケル・ヌーリー、ダーラン・フリューゲル、マックスウェル・コールフィールド    | アメリカ合衆国の旗 · オーストラリアの旗 · セルビアの旗 |                                                                  |
| フラットライナーズ Flatliners                                            | ジョエル・シュマッカー         | キーファー・サザーランド、ジュリア・ロバーツ、ケヴィン・ベーコン                | アメリカ合衆国の旗                                     |                                                                  |
| 侍女の物語 The Handmaid's Tale                                           | フォルカー・シュレンドルフ     | ナターシャ・リチャードソン、ロバート・デュヴァル、フェイ・ダナウェイ            | アメリカ合衆国の旗                                     |                                                                  |
| グレムリン2 新・種・誕・生 Gremlins 2: The New Batch                     | ジョー・ダンテ                 | ザック・ギャリガン、フィービー・ケイツ、ジョン・グローヴァー                    | アメリカ合衆国の旗                                     | 1984年の『グレムリン』の続編                                     |
| ダークエンジェル I Come in Peace                                         | クレイグ・R・バクスリー        | ドルフ・ラングレン、ベッツィ・ブラントリー、ブライアン・ベンベン                | アメリカ合衆国の旗                                     |                                                                  |
| ハードウェア Hardware                                                    | リチャード・スタンリー         | ディラン・マクダーモット、ステイシー・トラヴィス、ジョン・リンチ                | イギリスの旗 · アメリカ合衆国の旗                      |                                                                  |
| 火星人ゴーホーム! Martians Go Home                                       | デヴィッド・オデル             | ランディ・クエイド, マーガレット・コリン                                        | アメリカ合衆国の旗                                     | 原作はフレドリック・ブラウンの小説『火星人ゴーホーム』           |
| デッドリー・スポーン2/惑星からの物体X en:Metamorphosis: The Alien Factor | グレン・タカキャン             | ジョージ・ジェラード, タラ・レイ                                                | アメリカ合衆国の旗                                     | [ 4 ] [ 5 ]                                                      |
| MOON44 Moon 44                                                           | ローランド・エメリッヒ         | マイケル・パレ、マルコム・マクダウェル、リサ・アイクホーン                      | ドイツの旗 · アメリカ合衆国の旗                        |                                                                  |
| オメガコップ1999/地球最後のデカ en:Omega Cop                             | ポール・キリアジ               | トロイ・ドナヒュー                                                              | アメリカ合衆国の旗                                     |                                                                  |
| エイリアン・コップ Peacemaker                                            | ケヴィン・S・テニー            | ロバート・フォスター、ランス・エドワーズ、ヒラリー・シェパード                  | アメリカ合衆国の旗                                     |                                                                  |
| プレデター2 Predator 2                                                   | スティーヴン・ホプキンス       | ダニー・グローヴァー、ゲイリー・ビジー、ルーベン・ブラデス                      | アメリカ合衆国の旗                                     | 1987年の『プレデター』の続編                                     |
| 新リバイアサン/リフト The Rift                                           | J・P・シモン                   | ジャック・スカリア、R・リー・アーメイ、レイ・ワイズ                             | スペインの旗                                           |                                                                  |
| ロボコップ2 RoboCop 2                                                    | アーヴィン・カーシュナー       | ピーター・ウェラー、ナンシー・アレン、ダン・オハーリー                          | アメリカ合衆国の旗                                     | 1987年の『ロボコップ』の続編                                     |
| クライシス2050 Solar Crisis                                              | リチャード・C・サラフィアン    | ティム・マシスン、チャールトン・ヘストン、ピーター・ボイル                      | 日本の旗                                               |                                                                  |
| ハロウィン・インベーダー/火星人襲来!? Spaced Invaders                    | パトリック・リード・ジョンソン | ダグラス・バー、ロイヤル・ダノ、アリアナ・リチャーズ                            | アメリカ合衆国の旗                                     |                                                                  |
| トータル・リコール Total Recall                                          | ポール・バーホーベン           | アーノルド・シュワルツェネッガー、レイチェル・ティコティン、シャロン・ストーン  | アメリカ合衆国の旗                                     | アカデミー視覚効果賞・アカデミー特別業績賞・サターンSF映画賞受賞 |
| ウォッチャーズ2 Watchers II                                              | ティエリー・ノッツ             | マーク・シンガー、トレイシー・スコギンズ、ジョナサン・ファーウェル              | アメリカ合衆国の旗 · カナダの旗                        |                                                                  |

### 1991年
| 邦題 原題                                                              | 監督                         | キャスト                                                                       | 制作国                                         | サブジャンル・備考 |
| ---------------------------------------------------------------------- | ---------------------------- | ------------------------------------------------------------------------------ | ---------------------------------------------- | --- |
| ピノキオ√964                                                           | 福居ショウジン               | 鈴木はぢ、ONN-CHAN                                                             | 日本の旗                                       | |
| エイリアンチェイサー Abraxas, Guardian of the Universe                 | ダミアン・リー               | マージョリー・ブランスフィールド、スヴェン＝オーレ・トールセン                 | アメリカ合衆国の旗 · カナダの旗                | |
| ニューマン And You Thought Your Parents Were Weird                     | トニー・クックソン           | ジョシュア・ミラー、イーダン・グロス、マーシャ・ストラスマン                   | アメリカ合衆国の旗                             | |
| キャプテン・アメリカ 卐帝国の野望 Captain America                      | アルバート・ピュン           | マット・サリンジャー、ロニー・コックス、スコット・ポーリン                     | アメリカ合衆国の旗 · セルビアの旗              | |
| クリッター3 Critters 3                                                 | クリスティン・ピーターソン   | エイミー・ブルックス、ジョン・カルヴィン、キャサリン・コルテス                 | アメリカ合衆国の旗                             | |
| クリッター4/ファイナル・ウォーズ Critters 4                            | ルパート・ハーヴェイ         | ドン・オッパー、ポール・ウィットホーン、アンジェラ・バセット                   | アメリカ合衆国の旗                             | |
| シティー・キャット City Cat                                            |                              | Danielle Peyich, Branislav Kerac                                               | セルビアの旗                                   | テレビ映画 |
| EVE/イヴ Eve of Destruction                                            | ダンカン・ギビンズ           | グレゴリー・ハインズ、レネ・ソーテンダイク、マイケル・グリーン                 | アメリカ合衆国の旗                             | |
| ゴジラvsキングギドラ                                                   | 大森一樹                     | 豊原功補、中川安奈、西岡徳馬                                                   | 日本の旗                                       | |
| 裸のランチ Naked Lunch                                                 | デヴィッド・クローネンバーグ | ピーター・ウェラー、ジュディ・デイヴィス、イアン・ホルム                       | カナダの旗 · イギリスの旗 · 日本の旗           | |
| バストロイド 香港大作戦!! Robotrix                                     | ジェイミー・ラク             | 青山知可子、ビリー・チョウ、エイミー・イップ                                   | 香港の旗                                       | |
| ロケッティア The Rocketeer                                             | ジョー・ジョンストン         | ビル・キャンベル、ジェニファー・コネリー、アラン・アーキン                     | アメリカ合衆国の旗                             | |
| スタートレックVI 未知の世界 Star Trek VI: The Undiscovered Country     | ニコラス・メイヤー           | ウィリアム・シャトナー、レナード・ニモイ、デフォレスト・ケリー                 | アメリカ合衆国の旗                             | サターンSF映画賞受賞                                                                                                  |
| ターミネーター2 Terminator 2: Judgment Day                             | ジェームズ・キャメロン       | アーノルド・シュワルツェネッガー、リンダ・ハミルトン、エドワード・ファーロング | アメリカ合衆国の旗                             | アカデミー録音賞・音響編集賞・メイクアップ賞・ヒューゴ賞長編映像部門・サターンSF映画賞受賞、1991年の米国興行収入第1位 |
| タイムボンバー Timebomb                                                | アヴィ・ネッシャー           | マイケル・ビーン、パッツィ・ケンジット                                         | アメリカ合衆国の旗                             | |
| 夢の涯てまでも Until the End of the World                              | ヴィム・ヴェンダース         | ウィリアム・ハート、ソルヴェーグ・ドマルタン、サム・ニール                     | ドイツの旗 · オーストラリアの旗 · フランスの旗 | |
| ヴェガス・イン・スペース Vegas in Space                                | フィリップ・R・フォード      | ドリス・フィッシュ、ティミー・スペンス                                         | アメリカ合衆国の旗                             | |
| WAX/蜜蜂テレビの発見 Wax or the Discovery of Television Among the Bees | デヴィッド・ブレア           | ウィリアム・S・バロウズ                                                        | アメリカ合衆国の旗                             | |
| ゼイラム                                                               | 雨宮慶太                     | 森山祐子、螢雪次朗                                                             | 日本の旗                                       | |

### 1992年
| 邦題 原題                                             | 監督                     | キャスト                                                               | 制作国                            | サブジャンル・備考     |
| ----------------------------------------------------- | ------------------------ | ---------------------------------------------------------------------- | --------------------------------- | ---------------------- |
| エイリアン3 Alien 3                                   | デヴィッド・フィンチャー | シガニー・ウィーバー、チャールズ・S・ダットン、チャールズ・ダンス      | アメリカ合衆国の旗                |                        |
| エイリアン・コレクター Bad Channels                   | テッド・ニコラウ         | ポール・ヒップ、マーサ・クイン、アーロン・ラスティグ                   | アメリカ合衆国の旗                |                        |
| 原始のマン Encino Man                                 | レス・メイフィールド     | ショーン・アスティン、ポーリー・ショア、ブレンダン・フレイザー         | アメリカ合衆国の旗                |                        |
| フリージャック Freejack                               | ジェフ・マーフィー       | エミリオ・エステベス、ミック・ジャガー、アンソニー・ホプキンス         | アメリカ合衆国の旗                |                        |
| ゴジラvsモスラ                                        | 大河原孝夫               | 別所哲也、小林聡美                                                     | 日本の旗                          |                        |
| ジャイアント・ベビー Honey, I Blew Up the Kid         | ランダル・クレイザー     | リック・モラニス、マーシャ・ストラスマン、ロイド・ブリッジス           | アメリカ合衆国の旗                |                        |
| バーチャル・ウォーズ The Lawnmower Man                | ブレット・レナード       | ジェフ・フェイヒー、ピアース・ブロスナン、ジェニー・ライト             | イギリスの旗 · アメリカ合衆国の旗 |                        |
| 透明人間 Memoirs of an Invisible Man                  | ジョン・カーペンター     | チェビー・チェイス、ダリル・ハンナ                                     | アメリカ合衆国の旗                |                        |
| スプリット・セカンド Split Second                     | トニー・メイラム         | ルトガー・ハウアー、キム・キャトラル、ニール・ダンカン                 | イギリスの旗 · アメリカ合衆国の旗 |                        |
| 鉄男II BODY HAMMER                                    | 塚本晋也                 | 田口トモロヲ、塚本晋也                                                 | 日本の旗                          | 1989年の『鉄男』の続編 |
| 宇宙狙擊（時空特警）/ウルトラコップ2000 Ultracop 2000 |                          | Ricky Davao、Monsour Del Rosario、大島由香里                           | 香港の旗                          |                        |
| ユニバーサル・ソルジャー Universal Soldier            | ローランド・エメリッヒ   | ジャン＝クロード・ヴァン・ダム、ドルフ・ラングレン、アリー・ウォーカー | アメリカ合衆国の旗                |                        |
| 妖獣都市 〜香港魔界篇〜 The Wicked City               | マック・タイ・キット     | ジャッキー・チェン、レオン・ライ、仲代達矢                             | 香港の旗                          |                        |

### 1993年
| 邦題 原題                                                   | 監督                           | キャスト                                                                                   | 制作国                                  | サブジャンル・備考                                                                                                |
| ----------------------------------------------------------- | ------------------------------ | ------------------------------------------------------------------------------------------ | --------------------------------------- | --- |
| ハイル・ミュタンテ!/電撃XX作戦 Acción mutante               | アレックス・デ・ラ・イグレシア | アントニオ・レシネス、フレデリケ・フェデール、アレックス・アングロ                         | スペインの旗                            | |
| 2022/スペース・オデッセイ Alien Intruder                    | リカルド・ジャック・ゲイル     | ビリー・ディー・ウィリアムズ、メリンダ・アームストロング、マックスウェル・コールフィールド | アメリカ合衆国の旗                      | |
| アメリカン・サイボーグ American Cyborg: Steel Warrior       | ボアズ・デヴィッドソン         | ジョー・ララ、ニコール・ハンセン、ヨセフ・シロア                                           | アメリカ合衆国の旗                      | |
| バーチャゾーン Arcade                                       | アルバート・ピュン             | ミーガン・ウォード、ピーター・ビリングスリー、ジョン・デ・ランシー                         | アメリカ合衆国の旗                      | |
| ボディ・スナッチャーズ Body Snatchers                       | アベル・フェラーラ             | ガブリエル・アンウォー、テリー・キニー、ビリー・ワース                                     | アメリカ合衆国の旗                      | |
| コーンヘッズ Coneheads                                      | スティーブ・バロン             | ダン・エイクロイド、ジェーン・カーティン、ミシェル・バーク                                 | アメリカ合衆国の旗                      | SFコメディ |
| サイボーグコップ Cyborg Cop                                 | サム・ファーステンバーグ       | デヴィッド・ブラッドリー、ジョン・リス＝デイヴィス、アロナ・ショウ                         | アメリカ合衆国の旗                      | |
| デモリションマン Demolition Man                             | マルコ・ブランビヤ             | シルヴェスター・スタローン、ウェズリー・スナイプス、サンドラ・ブロック                     | アメリカ合衆国の旗                      | |
| ファイヤー・イン・ザ・スカイ/未知からの生還 Fire in the Sky | ロバート・リーバーマン         | D・B・スウィーニー、ロバート・パトリック、クレイグ・シェイファー                           | アメリカ合衆国の旗                      | |
| フォートレス Fortress                                       | スチュアート・ゴードン         | クリストファー・ランバート、ローリン・ロックリン、カートウッド・スミス                     | オーストラリアの旗 · アメリカ合衆国の旗 | |
| ヴァイラス Ghost in the Machine                             | レイチェル・タラレイ           | カレン・アレン、リス・マルケイ、テッド・マルクス                                           | アメリカ合衆国の旗                      | |
| ゴジラvsメカゴジラ Godzilla vs. Mechagodzilla II            | 大河原孝夫                     | 髙嶋政宏、佐野量子、原田大二郎                                                             | 日本の旗                                | |
| ジュラシック・パーク Jurassic Park                          | スティーヴン・スピルバーグ     | サム・ニール、ローラ・ダーン、ジェフ・ゴールドブラム                                       | アメリカ合衆国の旗                      | アカデミー録音賞・音響編集賞・視覚効果賞・ヒューゴ賞長編映像部門・サターンSF映画賞受賞、1993年の米国興行収入第1位 |
| ネメシス Nemesis                                            | アルバート・ピュン             | オリヴィエ・グラナー、ティム・トマーソン、ケイリー＝ヒロユキ・タガワ                       | アメリカ合衆国の旗                      | |
| 機動警察パトレイバー 2 the Movie\|                          | 日本の旗                       | アニメ映画                                                                                 |                                         | |
| ロボコップ3 RoboCop 3                                       | フレッド・デッカー             | ロバート・バーク、ナンシー・アレン、リップ・トーン                                         | アメリカ合衆国の旗                      | |

### 1994年
| 邦題 原題                                               | 監督                     | キャスト                                                                                         | 制作国             | サブジャンル・備考                       |
| ------------------------------------------------------- | ------------------------ | ------------------------------------------------------------------------------------------------ | ------------------ | ---------------------------------------- |
| 超時空兵団APEX A.P.E.X.                                 | フィリップ・J・ロス      | リチャード・キーツ、ミッチェル・コックス、リサ・アン・ラッセル                                   | アメリカ合衆国の旗 |                                          |
| オートマティック2033 Automatic                          | ジョン・マーロウスキー   | オリヴィエ・グラナー、ジョン・グローヴァー、ダフネ・アッシュブルック                             | アメリカ合衆国の旗 |                                          |
| サイバー・ウォリアー Cyber Tracker                      | リチャード・ペピン       | ドン・"ザ・ドラゴン"・ウィルソン、リチャード・ノートン、ステイシー・フォスター                   | アメリカ合衆国の旗 |                                          |
| ダークサイド・ブルース                                  | 古川順康                 |                                                                                                  | 日本の旗           | アニメ映画                               |
| デスマシーン Death Machine                              | スティーヴン・ノリントン | ブラッド・ドゥーリフ、エリ・プージェ、ウィリアム・フットキンス                                   | イギリスの旗       |                                          |
| ダブルドラゴン Double Dragon                            | ジェームズ・ユーキッチ   | ロバート・パトリック、マーク・ダカスコス                                                         | アメリカ合衆国の旗 |                                          |
| ゴジラvsスペースゴジラ                                  | 山下賢章                 | 橋爪淳、小高恵美、柄本明                                                                         | 日本の旗           |                                          |
| ガイバー/ダークヒーロー Guyver: Dark Hero               | スティーブ・ワン         | デヴィッド・ヘイター、キャシー・クリストファーソン                                               | アメリカ合衆国の旗 | 原作は高屋良樹の漫画『強殖装甲ガイバー』 |
| ノー・エスケイプ No Escape                              | マーティン・キャンベル   | レイ・リオッタ、ランス・ヘンリクセン、スチュアート・ウィルソン                                   | アメリカ合衆国の旗 | SF・アクション                           |
| スターゲイト Stargate                                   | ローランド・エメリッヒ   | カート・ラッセル、ジェームズ・スペイダー、ジェイ・デビッドソン                                   | アメリカ合衆国の旗 | サターンSF映画賞受賞                     |
| スタートレック ジェネレーションズ Star Trek Generations | デヴィッド・カーソン     | パトリック・スチュワート、ウィリアム・シャトナー、マルコム・マクダウェル、ジョナサン・フレイクス | アメリカ合衆国の旗 |                                          |
| タイムコップ Timecop                                    | ピーター・ハイアムズ     | ジャン＝クロード・ヴァン・ダム、ミア・サラ、ロン・シルヴァー                                     | アメリカ合衆国の旗 |                                          |

### 1995年
| 邦題 原題                                      | 監督                                     | キャスト                                                           | 制作国                                     | サブジャンル・備考                                    |
| ---------------------------------------------- | ---------------------------------------- | ------------------------------------------------------------------ | ------------------------------------------ | ----------------------------------------------------- |
| ロスト・チルドレン The City of Lost Children   | マルク・キャロ、ジャン＝ピエール・ジュネ | ロン・パールマン、ダニエル・エミルフォルク、ジュディット・ヴィッテ | フランスの旗 · スペインの旗 · ドイツの旗   |                                                       |
| サイボーグコップ2 Cyborg Cop II                | サム・ファーステンバーグ                 | デヴィッド・ブラッドリー、モーガン・ハンター、ジル・ピアース       | アメリカ合衆国の旗                         |                                                       |
| スタークリスタル Galaxis                       | ウィリアム・メサ                         | クレイグ・フェアブラス、ジョン・ラマウルディ、サム・ライミ         | アメリカ合衆国の旗                         |                                                       |
| ガメラ 大怪獣空中決戦                          | 金子修介                                 | 伊原剛志、小野寺昭、藤谷文子                                       | 日本の旗                                   |                                                       |
| GHOST IN THE SHELL / 攻殻機動隊                | 押井守                                   |                                                                    | 日本の旗                                   | アニメ映画                                            |
| ゴジラvsデストロイア                           | 大河原孝夫                               | 小高恵美、河内桃子                                                 | 日本の旗                                   |                                                       |
| Harrison Bergeron                              | ブルース・ピットマン                     | ショーン・アスティン、クリストファー・プラマー                     |                                            | テレビ映画                                            |
| JM Johnny Mnemonic                             | ロバート・ロンゴ                         | キアヌ・リーブス、ドルフ・ラングレン、北野武                       | カナダの旗                                 |                                                       |
| ジャッジ・ドレッド Judge Dredd                 | ダニー・キャノン                         | シルヴェスター・スタローン、アーマンド・アサンテ、ダイアン・レイン | アメリカ合衆国の旗                         |                                                       |
| MEMORIES                                       | 大友克洋、森本晃司、岡村天斎             |                                                                    | 日本の旗                                   | アニメ映画                                            |
| モスキート Mosquito                            | ゲイリー・ジョーンズ                     | ガンナー・ハンセン、ロン・アシュトン、スティーヴ・ディクソン       | アメリカ合衆国の旗                         |                                                       |
| アウトブレイク Outbreak                        | ウォルフガング・ペーターゼン             | ダスティン・ホフマン、レネ・ルッソ、モーガン・フリーマン           | アメリカ合衆国の旗                         |                                                       |
| スクリーマーズ Screamers                       | クリスチャン・デュゲイ                   | ロン・ホワイト、ピーター・ウェラー                                 | アメリカ合衆国の旗 · カナダの旗 · 日本の旗 |                                                       |
| スピーシーズ 種の起源 Species                  | ロジャー・ドナルドソン                   | ベン・キングズレー、マイケル・マドセン、アルフレッド・モリナ       | アメリカ合衆国の旗                         |                                                       |
| ストレンジ・デイズ/1999年12月31日 Strange Days | キャスリン・ビグロー                     | レイフ・ファインズ、アンジェラ・バセット、ジュリエット・ルイス     | アメリカ合衆国の旗                         |                                                       |
| 12モンキーズ Twelve Monkeys                    | テリー・ギリアム                         | ブルース・ウィリス、ブラッド・ピット                               | アメリカ合衆国の旗                         | ゴールデングローブ賞 助演男優賞・サターンSF映画賞受賞 |
| 光る眼 Village of the Damned                   | ジョン・カーペンター                     | クリストファー・リーブ、カースティ・アレイ、リンダ・コズラウスキー | アメリカ合衆国の旗                         |                                                       |
| バーチュオシティ Virtuosity                    | ブレット・レナード                       | デンゼル・ワシントン、ケリー・リンチ、ラッセル・クロウ             | アメリカ合衆国の旗                         |                                                       |
| ウォーターワールド Waterworld                  | ケヴィン・レイノルズ                     | ケビン・コスナー、デニス・ホッパー、ジーン・トリプルホーン         | アメリカ合衆国の旗                         | ラジー賞最低助演男優賞受賞                            |

### 1996年
| 邦題 原題                                                    | 監督                        | キャスト                                                                       | 制作国                                | サブジャンル・備考                                                    |
| ------------------------------------------------------------ | --------------------------- | ------------------------------------------------------------------------------ | ------------------------------------- | --------------------------------------------------------------------- |
| アドレナリン Adrenalin: Fear the Rush                        | アルバート・ピュン          | クリストファー・ランバート、ナターシャ・ヘンストリッジ、ノーバート・ウェイサー | アメリカ合衆国の旗                    |                                                                       |
| アライバル/侵略者 The Arrival                                | デヴィッド・トゥーヒー      | チャーリー・シーン、ロン・シルヴァー、リンゼイ・クローズ                       | アメリカ合衆国の旗                    |                                                                       |
| バーブ・ワイヤー/ブロンド美女戦記 Barb Wire                  | デヴィッド・ホーガン        | パメラ・アンダーソン、テムエラ・モリソン                                       | アメリカ合衆国の旗                    | ラジー賞最低新人俳優賞受賞                                            |
| クロス・エレメント Crossworlds                               | クリシュナ・ラオ            | ルトガー・ハウアー、ジョシュ・チャールズ、スチュアート・ウィルソン             | アメリカ合衆国の旗                    |                                                                       |
| ドクター・フー Doctor Who                                    | ジェフリー・サックス        | ポール・マッギャン、ダフネ・アッシュブルック                                   | アメリカ合衆国の旗                    | テレビ映画                                                            |
| エスケープ・フロム・L.A. Escape from L.A.                    | ジョン・カーペンター        | カート・ラッセル、ステイシー・キーチ、スティーヴ・ブシェミ                     | アメリカ合衆国の旗                    |                                                                       |
| ガメラ2 レギオン襲来 Gamera 2: Attack of Legion              | 金子修介                    |                                                                                | 日本の旗                              |                                                                       |
| インデペンデンス・デイ Independence Day                      | ローランド・エメリッヒ      | ウィル・スミス、ビル・プルマン、ジェフ・ゴールドブラム                         | アメリカ合衆国の旗                    | アカデミー視覚効果賞・サターンSF映画賞受賞、1996年の米国興行収入第1位 |
| D.N.A./ドクター・モローの島 The Island of Dr. Moreau         | ジョン・フランケンハイマー  | マーロン・ブランド、ヴァル・キルマー、デヴィッド・シューリス                   | アメリカ合衆国の旗                    | ラジー賞最低男優賞受賞                                                |
| マーズ・アタック! Mars Attacks!                              | ティム・バートン            | ジャック・ニコルソン、グレン・クローズ、アネット・ベニング                     | アメリカ合衆国の旗                    |                                                                       |
| ショックウェーブ en:Memory Run                               | アラン・A・ゴールドスタイン | カレン・ダフィ, マット・マッコイ                                               | アメリカ合衆国の旗                    | [ 6 ]                                                                 |
| クローンズ Multiplicity                                      | ハロルド・ライミス          | マイケル・キートン、アンディ・マクダウェル                                     | アメリカ合衆国の旗                    |                                                                       |
| ネメシス3 en:Nemesis 3: Prey Harder                          | アルバート・ピュン          | スー・プライス                                                                 | アメリカ合衆国の旗                    |                                                                       |
| ネメシス4 en:Nemesis 4: Death Angel                          | アルバート・ピュン          | スー・プライス                                                                 | アメリカ合衆国の旗                    |                                                                       |
| ラバーズ・ラヴァー                                           | 福居ショウジン              | 川瀬陽太、飴屋法水                                                             | 日本の旗                              |                                                                       |
| ブレイクコンタクト Sci-Fighters                              | ピーター・スヴァテク        | ロディ・パイパー、ジェイン・ハイトメイヤー                                     | アメリカ合衆国の旗                    |                                                                       |
| サイバー・ソルジャー Solo                                    | ノルベルト・バーバ          | マリオ・ヴァン・ピーブルズ、バリー・コービン、ウィリアム・サドラー             | アメリカ合衆国の旗                    |                                                                       |
| スペース・トラッカー Space Truckers                          | スチュアート・ゴードン      | デニス・ホッパー、スティーヴン・ドーフ、デビー・メイザー                       | アメリカ合衆国の旗 · アイルランドの旗 |                                                                       |
| スタートレック ファーストコンタクト Star Trek: First Contact | ジョナサン・フレイクス      | パトリック・スチュアート、ジョナサン・フレイクス、ブレント・スピナー           | アメリカ合衆国の旗                    | サターン衣装デザイン賞、助演男優賞、助演女優賞受賞                    |
| ティコ・ムーン Tykho Moon                                    | エンキ・ビラル              | ヨハン・レイセン、ジュリー・デルピー、チェッキー・カリョ                       | フランスの旗 · ドイツの旗             |                                                                       |
| Zone 39 en:Zone 39                                           | ジョン・タトゥリス          | ピーター・フェルプス, キャロリン・ボック                                       | オーストラリアの旗                    | [ 7 ] [ 8 ]                                                           |

### 1997年
| 邦題 原題                                                           | 監督                       | キャスト                                                                       | 制作国                          | サブジャンル・備考                             |
| ------------------------------------------------------------------- | -------------------------- | ------------------------------------------------------------------------------ | ------------------------------- | ---------------------------------------------- |
| ディープ・シー20000 20,000 Leagues Under the Sea                    | ロン・ハーディ             | マイケル・ケイン                                                               | アメリカ合衆国の旗              | テレビ映画                                     |
| 海底20000マイル 20,000 Leagues Under the Sea                        | マイケル・アンダーソン     | リチャード・クレンナ、ジュリー・コックス、ポール・グロス                       | アメリカ合衆国の旗              | テレビ映画                                     |
| エイリアン4 Alien Resurrection                                      | ジャン＝ピエール・ジュネ   | シガニー・ウィーバー、ウィノナ・ライダー、ロン・パールマン                     | アメリカ合衆国の旗              |                                                |
| コンタクト Contact                                                  | ロバート・ゼメキス         | ジョディ・フォスター、マシュー・マコノヒー、ジェームズ・ウッズ                 | アメリカ合衆国の旗              | ヒューゴ賞長編映像部門受賞                     |
| キューブ Cube                                                       | ヴィンチェンゾ・ナタリ     | モーリス・ディーン・ウィント、ニコール・デボアー、デヴィッド・ヒューレット     | カナダの旗                      |                                                |
| 新世紀エヴァンゲリオン劇場版 Air/まごころを、君に                   | 庵野秀明、鶴巻和哉         |                                                                                | 日本の旗                        | アニメ映画                                     |
| イベント・ホライゾン Event Horizon                                  | ポール・W・S・アンダーソン | ローレンス・フィッシュバーン、サム・ニール、ジョエリー・リチャードソン         | アメリカ合衆国の旗              |                                                |
| フィフス・エレメント The Fifth Element                              | リュック・ベッソン         | ブルース・ウィリス、ミラ・ジョヴォヴィッチ、イアン・ホルム                     | フランスの旗                    |                                                |
| FULL METAL 極道 Full Metal Yakuza                                   | 三池崇史                   | うじきつよし、田口トモロヲ                                                     | 日本の旗                        |                                                |
| ガタカ Gattaca                                                      | アンドリュー・ニコル       | イーサン・ホーク、ユマ・サーマン、ジュード・ロウ                               | アメリカ合衆国の旗              |                                                |
| ロスト・ワールド/ジュラシック・パーク The Lost World: Jurassic Park | スティーヴン・スピルバーグ | ジェフ・ゴールドブラム、ジュリアン・ムーア、ピート・ポスルスウェイト           | アメリカ合衆国の旗              |                                                |
| メン・イン・ブラック Men in Black                                   | バリー・ソネンフェルド     | トミー・リー・ジョーンズ、ウィル・スミス、リンダ・フィオレンティーノ           | アメリカ合衆国の旗              | アカデミーメイクアップ賞・サターンSF映画賞受賞 |
| ミミック Mimic                                                      | ギレルモ・デル・トロ       | ミラ・ソルヴィノ、ジェレミー・ノーサム、ジョシュ・ブローリン                   | アメリカ合衆国の旗              |                                                |
| ニルヴァーナ Nirvana                                                | ガブリエレ・サルヴァトレス | クリストファー・ランバート、ディエゴ・アバタントゥオーノ、エマニュエル・セニエ | イタリアの旗 · フランスの旗     |                                                |
| ポストマン The Postman                                              | ケビン・コスナー           | ケビン・コスナー、ウィル・パットン、ラレンズ・テイト                           | アメリカ合衆国の旗              |                                                |
| Spaceman                                                            | スコット・ディッカーズ     | デヴィッド・ジラルディ、Frederick Husar、デボラ・キング                        | アメリカ合衆国の旗 · カナダの旗 |                                                |
| スターシップ・トゥルーパーズ Starship Troopers                      | ポール・バーホーベン       | キャスパー・ヴァン・ディーン、ディナ・メイヤー、デニス・リチャーズ             | アメリカ合衆国の旗              |                                                |
| The Sticky Fingers of Time                                          | ヒラリー・ブラウアー       | テルミ・マシューズ、Nicole Zaray、ジェームズ・アーバニアク                     | アメリカ合衆国の旗              |                                                |
| 時をかける少女                                                      | 角川春樹                   | 中本奈奈、中村俊介                                                             | 日本の旗                        |                                                |

### 1998年
| 邦題 原題                                                 | 監督                                     | キャスト                                                                 | 制作国             | サブジャンル・備考                                  |
| --------------------------------------------------------- | ---------------------------------------- | ------------------------------------------------------------------------ | ------------------ | --------------------------------------------------- |
| アンドロメディア                                          | 三池崇史                                 | SPEED                                                                    | 日本の旗           |                                                     |
| アルマゲドン Armageddon                                   | マイケル・ベイ                           | ブルース・ウィリス、ビリー・ボブ・ソーントン、リブ・タイラー             | アメリカ合衆国の旗 | サターンSF映画賞受賞、1998年の米国興行収入第2位     |
| ブレイブ・ニュー・ワールド/恐るべき理想郷 Brave New World | レスリー・リブマン、ラリー・ウィリアムズ | ピーター・ギャラガー、レナード・ニモイ、ティム・ギニー                   | アメリカ合衆国の旗 | テレビ映画                                          |
| ダークシティ Dark City                                    | アレックス・プロヤス                     | ルーファス・シーウェル、キーファー・サザーランド、ジェニファー・コネリー | アメリカ合衆国の旗 | サターンSF映画賞受賞                                |
| ディープ・インパクト Deep Impact                          | ミミ・レダー                             | ロバート・デュヴァル、ティア・レオーニ、イライジャ・ウッド               | アメリカ合衆国の旗 |                                                     |
| ザ・グリード Deep Rising                                  | スティーヴン・ソマーズ                   | トリート・ウィリアムズ、ファムケ・ヤンセン、アンソニー・ヒールド         | アメリカ合衆国の旗 |                                                     |
| 洗脳 Disturbing Behavior                                  | デヴィッド・ナッター                     | ジェームズ・マースデン、ケイティ・ホームズ、ニック・スタール             | アメリカ合衆国の旗 |                                                     |
| パラサイト The Faculty                                    | ロバート・ロドリゲス                     | クレア・デュヴァル、ジョシュ・ハートネット、イライジャ・ウッド           | アメリカ合衆国の旗 |                                                     |
| GODZILLA Godzilla                                         | ローランド・エメリッヒ                   | マシュー・ブロデリック、ジャン・レノ、マリア・ピティロ                   | アメリカ合衆国の旗 | ラジー賞最低主演女優賞・最低リメイク賞受賞          |
| ロスト・イン・スペース Lost in Space                      | スティーヴン・ホプキンス                 | ウィリアム・ハート、ミミ・ロジャース、ヘザー・グラハム                   | アメリカ合衆国の旗 | テレビシリーズ『宇宙家族ロビンソン』の実写映画化    |
| ニューローズ ホテル New Rose Hotel                        | アベル・フェラーラ                       | クリストファー・ウォーケン、ウィレム・デフォー、アーシア・アルジェント   | アメリカ合衆国の旗 |                                                     |
| 機動戦艦ナデシコ -The prince of darkness-                 | 佐藤竜雄                                 | うえだゆうじ, 南央美, 桑島法子                                           | 日本の旗           | アニメ映画                                          |
| π Π                                                       | ダーレン・アロノフスキー                 | ショーン・ガレット、マーク・マーゴリス、ベン・シェンクマン               | アメリカ合衆国の旗 | サンダンス映画祭監督賞受賞                          |
| シックス・ストリング・サムライ en:Six-String Samurai      | ランス・マンギア                         | ジェフリー・ファルコン, ジャスティン・マッガイア, キム・デ・アンジェロ   | アメリカ合衆国の旗 |                                                     |
| WEBMASTER Skyggen                                         | トーマス・ボーシュ・ニールセン           | ラース・ボム、ブック・シャボー、ヨルゲン・キール                         | デンマークの旗     | サイバーパンク                                      |
| ソルジャー Soldier                                        | ポール・W・S・アンダーソン               | カート・ラッセル、ジェイソン・スコット・リー、コニー・ニールセン         | アメリカ合衆国の旗 |                                                     |
| スピーシーズ2 Species II                                  | ピーター・メダック                       | マイケル・マドセン、ナターシャ・ヘンストリッジ、マージ・ヘルゲンバーガー | アメリカ合衆国の旗 |                                                     |
| スプリガン                                                | 川崎博嗣                                 |                                                                          | 日本の旗           | アニメ映画                                          |
| スフィア Sphere                                           | バリー・レヴィンソン                     | ダスティン・ホフマン、シャロン・ストーン、サミュエル・L・ジャクソン      | アメリカ合衆国の旗 | マイケル・クライトンの小説『スフィア 球体』の映画化 |
| スタートレック 叛乱 Star Trek: Insurrection               | ジョナサン・フレイクス                   | パトリック・スチュワート、ジョナサン・フレイクス、ブレント・スピナー     | アメリカ合衆国の旗 |                                                     |
| トゥルーマン・ショー The Truman Show                      | ピーター・ウィアー                       | ジム・キャリー, エド・ハリス, ローラ・リニー                             | アメリカ合衆国の旗 | ヒューゴー賞最優秀映像作品賞                        |
| Xファイル ザ・ムービー The X-Files                        | ロブ・ボウマン                           | デイヴィッド・ドゥカヴニー、ジリアン・アンダーソン、マーティン・ランドー | アメリカ合衆国の旗 |                                                     |

### 1999年
| 邦題 原題                                                                               | 監督                         | キャスト                                                                             | 制作国                                  | サブジャンル・備考                                                               |
| --------------------------------------------------------------------------------------- | ---------------------------- | ------------------------------------------------------------------------------------ | --------------------------------------- | -------------------------------------------------------------------------------- |
| A.Li.Ce                                                                                 | 前島健一                     |                                                                                      | 日本の旗                                | アニメ映画                                                                       |
| ノイズ The Astronaut's Wife                                                             | ランド・ラヴィッチ           | ジョニー・デップ、シャーリーズ・セロン、ジョー・モートン                             | アメリカ合衆国の旗                      |                                                                                  |
| 大いなる幻影 Barren Illusion Barren Illusion                                            | 黒沢清                       | 武田真治、唯野未歩子、安井豊                                                         | 日本の旗                                |                                                                                  |
| ベオウルフ Beowulf                                                                      | グラハム・ベイカー           | クリストファー・ランバート、ローナ・ミトラ、オリバー・コットン                       | アメリカ合衆国の旗 · イギリスの旗       |                                                                                  |
| アンドリューNDR114 The Bicentennial Man                                                 | クリス・コロンバス           | ロビン・ウィリアムズ、サム・ニール、ウェンディ・クルーソン                           | アメリカ合衆国の旗                      |                                                                                  |
| ディープ・ブルー Deep Blue Sea                                                          | レニー・ハーリン             | トーマス・ジェーン、サフロン・バロウズ、サミュエル・L・ジャクソン                    | アメリカ合衆国の旗                      |                                                                                  |
| 火星からの脱出 Escape from Mars                                                         | ニール・フィアンリー         | クリスティーン・エリス、ピーター・アウターブリッジ、ケヴィン・スミス                 | アメリカ合衆国の旗                      |                                                                                  |
| イグジステンズ eXistenZ                                                                 | デヴィッド・クローネンバーグ | ジェニファー・ジェイソン・リー、ジュード・ロウ、ウィレム・デフォー                   | カナダの旗 · イギリスの旗               |                                                                                  |
| フリア Furia                                                                            | アレクサンドル・アジャ       | スタニスラス・メラール、マリオン・コティヤール、ヴァデック・スタンチャック           | フランスの旗                            |                                                                                  |
| ギャラクシー・クエスト Galaxy Quest                                                     | ディーン・パリソット         | ティム・アレン、シガニー・ウィーバー、アラン・リックマン                             | アメリカ合衆国の旗                      | ネビュラ賞脚本賞・ヒューゴ賞長編映像部門・サターン賞主演男優賞受賞               |
| ガメラ3 邪神覚醒                                                                        | 金子修介                     | 中山忍、前田愛、藤谷文子                                                             | 日本の旗                                |                                                                                  |
| ゴジラ2000ミレニアム                                                                    | 大河原孝夫                   | 村田雄浩、佐野史郎、阿部寛                                                           | 日本の旗                                |                                                                                  |
| アイアン・ジャイアント The Iron Giant                                                   | ブラッド・バード             |                                                                                      | アメリカ合衆国の旗                      | アニメーション映画                                                               |
| マトリックス The Matrix                                                                 | ウォシャウスキー兄弟         | キアヌ・リーブス、ローレンス・フィッシュバーン、キャリー＝アン・モス                 | アメリカ合衆国の旗 · オーストラリアの旗 | アカデミー編集賞・音響編集賞・視覚効果賞・音響賞・サターン賞監督賞・SF映画賞受賞 |
| ブラボー火星人2000 My Favorite Martian                                                  | ドナルド・ペトリ             | クリストファー・ロイド, クリストファー・ロイド, ダリル・ハンナ, エリザベス・ハーレイ | アメリカ合衆国の旗                      |                                                                                  |
| パリの確率 en:Peut-être                                                                 | セドリック・クラピッシュ     | ロマン・デュリス, ジェラルディン・ペラス, ジャン＝ポール・ベルモンド                 | フランスの旗                            | タイムトラベル、コメディ                                                         |
| スピーシーズ リターン/種の終焉 Progeny                                                  | ブライアン・ユズナ           | アーノルド・ヴォスルー, ジリアン・マクホワーター, ブラッド・ドゥーリフ               | アメリカ合衆国の旗                      |                                                                                  |
| スター・ウォーズ エピソード1/ファントム・メナス Star Wars Episode I: The Phantom Menace | ジョージ・ルーカス           | ユアン・マクレガー、リーアム・ニーソン、ナタリー・ポートマン                         | アメリカ合衆国の旗                      | ラジー賞最低助演男優賞受賞、1999年の米国興行収入第1位                            |
| 13F The Thirteenth Floor                                                                | ジョセフ・ラスナック         | クレイグ・ビアーコ、アーミン・ミューラー＝スタール、グレッチェン・モル               | アメリカ合衆国の旗                      |                                                                                  |
| ユニバーサル・ソルジャー/ザ・リターン Universal Soldier: The Return                     | ミック・ロジャース           | ジャン＝クロード・ヴァン・ダム、マイケル・ジェイ・ホワイト、ハイジ・シャンツ         | アメリカ合衆国の旗                      |                                                                                  |
| ヴァイラス Virus                                                                        | ジョン・ブルーノ             | ジェイミー・リー・カーティス、ウィリアム・ボールドウィン、ドナルド・サザーランド     | アメリカ合衆国の旗                      |                                                                                  |
| ウィング・コマンダー Wing Commander                                                     | クリス・ロバーツ             | フレディ・プリンゼ・Jr.、サフロン・バロウズ、マシュー・リラード                      | アメリカ合衆国の旗                      |                                                                                  |

## 参考資料
- Carol Schwartx, Michelle Banks et al (1997). Video Hound's Sci-Fi Experience. Detroit, MI: Visible Ink Press. ISBN 0-7876-0615-4